# مقاطعة ستون (ميزوري)
مقاطعة ستون (بالإنجليزية: Stone County, Missouri)‏ هي إحدى مقاطعات ولاية ميزوري في الولايات المتحدة. تأسست سنة 1851، بلغ عدد سكانها 32202 نسمة في عام 2010 حسب إحصاء مكتب تعداد الولايات المتحدة وتصل الكثافة السكانية فيها 24 نسمة/كم2.

## وصلات خارجية
- United States Counties